# Сет-топ бокс
Сет-топ бокс (СТБ; енгл. Set-top box, STB) је уређај који служи за пријем и обраду дигиталних земаљских телевизијских и сателитских сигнала у домаћинствима. Ова реч је у потпуности преузета из енглеског језика и као таква се одомаћила и у нашем. За професионалне употребе се користе слични уређаји али са знатно поузданијим радом и обично се називају  (Integrated receiver/decoder) односно интегрисани пријемник/декодер или само декодер.

## Намена
Основна намена овог уређаја је пријем дигиталног земаљског или сателитског телевизијског и радио сигнала из одговарајућег мрежног или модулационог сигнала и његово прослеђивање на монитор или телевизор (приказ). Дигиталан ТВ сигнал у преносу је компримован одговарајућим кодним поступком и то најчешће  или . СТБ зато мора у себи да садржи декодер који ради декомпресију овог сигнала и затим на одговарајући излаз прослеђује ка телевизору. Најчешћи излазни конектори су скарт (SCART), чинчеви (енгл. chinch) или најновији HDMI (дигиталан).

## Врсте
Најбитнија подела СТБ-ова је према улазном интерфејсу односно начину на који сигнал стиже до уређаја:
- Сателитски сет-топ бокс. За ову врсту СТБ-а се често може чути израз енглеског порекла сателитски рисивер (пријемник), који је сврсисходнији за професионалне декодере. Његов улазни интерфејс је антенски или коаксијални RF.[1] ТВ сигнал који прима преко сателита је модулисан поступком QPSK, те је неопходно да у себи садржи одговарајући демодулатор. Пренос сигнала преко сателита је дефинисан стандардом DVB-S, те овај СТБ мора да задовољава овај стандард како би правилно примио сигнал.
- Кабловски сет-топ бокс. Ова Врста СТБ-а је врло слична претходном како по интерфејсима тако и по функционисању. Основна разлика је у модулацији пријемног сигнала. Стандард који дефинише ову врсту преноса је DVB-C. Због тога ова врста СТБ-а мора да испуњава овај стандард како би на одговарајући начин демодулисала и декодовала сигнал.
- Сет-топ бокс за пријем земаљског ТВ сигнала. Ова врста СТБ-а је такође слична претходним. Стандарди за пренос дигиталног ТВ сигнала земаљски путем су DVB-T и DVB-T2 те овај СТБ мора да испуњава један од ова два стандарда. У Србији је за стандард усвојен DVB-T2, те је неопходно купити DVB-T2 сет-топ бокс.[2][3]
- IPTV сет-топ бокс. Ова врста СТБ-а прима сигнал из IP мрежног окружења, те је интерфејс заправо мрежни (ethernet) кабл.[4] С обзиром да сигнал у мрежи није модулисан, није неопходан демодулатор. Међутим, сигнал је упакован у одговарајуће IP пакете те је неопходно извадити користан сигнал из IP пакета. Након тога се врши декодовање MPEG-2 или MPEG-4, као и код осталих врста СТБ-ова.
- Хибридни сет-топ бокс. Ова врста СТБ-а омогућава пријем дигиталног сигнала из више различитих извора. Они заправо могу бити комбинација свих претходних СТБ-ова. Самим тим цена оваквог СТБ-a може бити знатно већа.

## Могућности
Поред пријема и приказивања дигиталног ТВ сигнала СТБ-ови имају и многе друге могућности. Неке од тих могућности су дефинисане стандардом DVB, док су друге пратеће могућности које нуде произвођачи ових пријемника. Основне могућности СТБ-ова су:
- Програмски водич или EPG (Electronic Program Guide) је могућност да притиском на посебно дугме даљинског управљача добијете информације о свим емисијама које се емитују на ТВ каналима као и о распореду емитовања филмова, емисија, спорта и слично.
- Омиљени канали је опција којом можете да дефинишете неколико канала који најчешће гледате. Тиме добијате да стиском само на једно дугме даљинског управљача пребаците на жељени канал.
- Снимање је опција коју имају скупљи СТБ-ови. Најчешћи начин је снимање на локални диск, али неки провајдери ову услугу врше преко централизованих сервера.
- Родитељска контрола је опција која служи родитељима да контролишу садржај који деца могу да гледају. Они могу да дефинишу шифру на појединим каналима или за емисије које у својој ознаци имају одговарајућу старосну групу.

С обзиром да се у новије време СТБ-ови праве на процесору и најчешће платформи Линукс, то доводи до развоја многих других могућности. Чак се на појединим сет-топ боксовима реализује оперативни систем андроидшто омогућава извршавање скоро свих апликација као на мобилном телефону: игре, претраживач интернета, временска прогноза и многе друге.

## Произвођачи
У почетку је било веома мало произвођача као што су Филипс, Вериматрикс, Пејс и још пар. Међутим, с обзиром на наглу експанзију дигиталне телевизије производња и број произвођача се нагло повећала. У новије доба примат у овој области је преузела Кина и друге земље на Далеком истоку. Сада су већ познати и: Амино, Ентон, Пирели и многи други. У Србији једини пројектант и произвођач сет-топ боксова је фирма РТ-РК из Новог Сада.